# Mission Saint-François-Xavier
Pour les articles homonymes, voir Saint-François-Xavier.
La mission Saint-François-Xavier est un poste missionnaire catholique fondé par le père jésuite Claude Allouez en 1671 sur les rives de la baie des Puants. Le premier site de la mission se trouve aujourd'hui sur le territoire de la ville de De Pere au Wisconsin. En 1687, la mission est déplacée près du fort Francis, situé dans le secteur ouest de la ville de Green Bay.

## Histoire

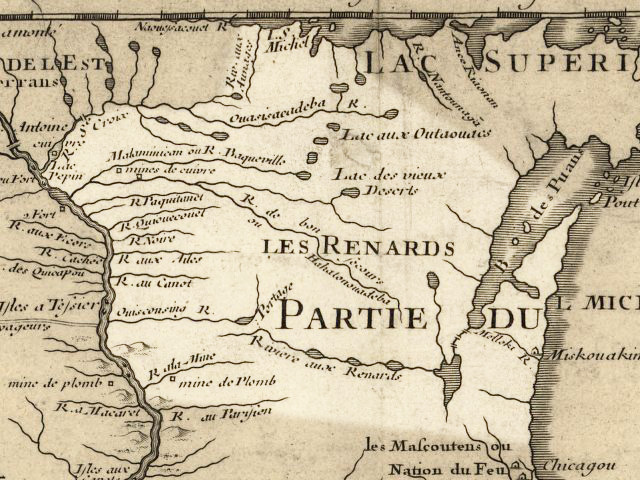
Carte du Wisconsin en Nouvelle-France par Guillaume Delisle en 1718.

Le site de la mission a d'abord été visité en 1669 par le père Allouez alors en mission auprès des tribus amérindiennes situés à l'ouest du lac Michigan. Lors de son retour à Québec la même année, il convainc le Supérieur des missions jésuites en Nouvelle-France du bien-fondé de bâtir une mission à la baie des Puants. Le père Allouez revient en 1671 à cet endroit pour y créer sa mission, ce qu'il réalise avec l'aide du père Louis André. L'établissement construit par les deux jésuites est modeste, il s'agit d'une petite chapelle d'écorce bâtie à l'est de la Fox River,. La chapelle est détruite par un groupe d'Amérindiens hostiles en décembre 1672, puis reconstruite en 1676 par le successeur du père Allouez, le père Charles Albanel alors aidé par Nicolas Perrot.
Lors de l'année 1679, la construction d'une nouvelle chapelle est interrompue par le feu qui détruit le nouvel édifice. La même année, le père Albanel est remplacé comme supérieur de la mission par le père Henri Nouvel. Pendant la vingtaine d'années qui suit, le père Nouvel exerce les fonctions de supérieur de la mission et y réside principalement tout en étant souvent le seul missionnaire présent au Wisconsin. En 1684, sous la direction du père William Verboort, la mission est dotée d'une chapelle plus spacieuse mesurant 70 pieds sur 40 et qui permet d’accueillir 600 fidèles d'une communauté chrétienne en croissance.
En 1686, Nicolas Perrot remet au père Nouvel un ostensoir en argent, un objet d'une grande valeur pour l'époque ; cet ostensoir, retrouvé en 1802, est le plus vieil objet attestant de la présence européenne au Wisconsin,. La mission est détruite lors d'une attaque iroquoise en 1687. Les missionnaires assignés à la mission continuent cependant de faire leur travail apostolique auprès des Renards, des Sauks et des Winnebagos, le siège de la mission étant déplacé près du fort Francis nouvellement construit et situé dans l'ouest de la ville actuelle de Green Bay.
Lors de l'été 1701, le père Jean-Baptiste Chardon nouvellement nommé dans les missions jésuites des Pays d'en Haut, est appelé à se rendre à la mission Saint-François-Xavier pour venir y prêter main-forte au père Nouvel, alors âgé de 80 ans, et dont la santé est chancelante,. Le père Nouvel décède à la baie des Puants en 1701 ou 1702 et le père Chardon assume alors la responsabilité de la mission. Il sera le dernier supérieur de la mission jusqu'à ce quelle soit abandonnée en même temps que le fort incendié en 1728,.

## Commémoration historique
Le site original de la mission est aujourd'hui identifié par une plaque commémorative située tout près du pont Allouez dans l'est de De Pere. 